# ستيف لين
ستيف لين (بالإنجليزية: Steve Laine)‏ هو كاتب أغاني أمريكي، ولد في 19 مارس 1940.